# Elisabeth Weilenmann
Elisabeth Maria Weilenmann (* 1982 in Sankt Pölten als Elisabeth Maria Putz) ist eine österreichische Autorin und Regisseurin für Hörspiele und Radiodokumentationen.

## Leben
Elisabeth Weilenmann wurde als drittes von sechs Mädchen geboren. Sie maturierte im Jahr 2000 am BG/BRG Lilienfeld. Danach studierte sie Publizistik und Kommunikationswissenschaften sowie Politikwissenschaften an der Human- und Sozialwissenschaftlichen Fakultät der Universität Wien. Seit 2007 arbeitet sie als freie Journalistin, Autorin und Regisseurin für den ORF, den ARD, den Deutschlandfunk und den SRF. Sie unterrichtet seit dem Wintersemester 2015 an der MDW (Universität für Musik und darstellende Kunst Wien), sowie seit dem Wintersemester 2024 am Max Reinhardt Seminar.
Elisabeth Weilenmann hat in ihrer Jugend unter verschiedenen Pseudonymen gearbeitet, darunter der Name Elodie Pascal.
2015 hat sie gemeinsam mit dem Deutschlandfunk und der Hochschule für Technik und Wirtschaft Berlin das erste Hörgame mit dem Titel Blowback entwickelt.
2016 verbrachte sie mehrere Monate in Kosice und arbeitete gemeinsam mit der Fotografin Anja Schäfer an einer Ausstellung mit dem Titel „Millionaires oft time“. Die Ausstellung wurde in Berlin, Wien, Bratislava und Kosice gezeigt.

## Auszeichnungen (Auswahl)
- 2008 Hörspiel des Monats Oktober 2008 (Akademie der darstellenden Künste Berlin)[5]
- 2013 Hörspiel des Monats November 2013 (Akademie der darstellenden Künste Berlin)[5]
- 2015 Hörspiel des Monats Januar 2015 (Akademie der darstellenden Künste Berlin)[5]

- 2015 Silver Radio Award des New York Festivals für Blowback Deutschlandfunk-Hörspiel samt interaktiver Game-App[6]

- 2016 Grenzgängerstipendium der Robert Bosch Stiftung[7]

- 2019 Prix Europa für ihre Regie beim Hörspiel „Höllenkinder“ von Gabriele Kögl

- 2023 Juliane Bartel Medienpreis für die beste Radiodokumentation[8]

- 2024 Anerkennungspreis des Landes Niederösterreich / Sparte Literatur[9]

## Hörspiele und Features (Auswahl)
- 2008: Mein Körper ist ein Schlachtfeld von Elodie Pascal, Regie: Elisabeth Putz, ORF
- 2008: Ariel 15 oder die Grundlagen der Verlorenheit von Helene Hegemann, Regie: Elisabeth Putz DLR
- 2009: Aussetzer, von Lutz Hübner, Regie: Elisabeth Putz, MDR
- 2009: Mademoiselle Gertrude vous etes belle, Spaziergang mit Gertraud Hierhammer in Hernals, von Elisabeth Putz & petschinka
- 2009: Inferno Livestream, ein Bericht, von Iris Nindl und Elisabeth Putz, DLR/ORF
- 2010: Die Hochzeit, Szenen eines Ereignisses vom Lande von Elisabeth Putz, Regie: Elisabeth Putz ORF
- 2010: Bekenntnisse eines Hilton Doubles, von Christine Demaitre, Regie: Elisabeth Putz, DLF
- 2011: Johanna Dohnal, ein Porträt, von Elisabeth Putz, Regie: Elisabeth Putz, ORF
- 2011: LACAN, une maladie d’amour, von Elisabeth Putz, Regie: Elisabeth Putz, RBB/ORF
- 2012: Wie kommt das Salz ins Meer, von Brigitte Schwaiger, Bearbeitung und Regie: Elisabeth Putz, ORF
- 2013: La vie en vogue, von Elisabeth Putz, Regie: Elisabeth Putz, DLR
- 2013: Abzählen, von Tamta Melaschwili, Berabeitung und Regie: Elisabeth Putz, NDR/ORF
- 2014: King Kong Theorie, von Virginie Despentes, Bearbeitung und Regie: Elisabeth Putz, DLR
- 2014: Blowback, von Elodie Pascal, Regie: Elisabeth Putz, DLR
- 2014: Bodies under attack, von Elodie Pascal, Regie: Elisabeth Putz, NDR
- 2017: Die Alltäglichkeit des Unsichtbaren, Roma in der Ostslowakei, von Elisabeth Putz, Regie: Elisabeth Putz, DLF/RBB/ORF
- 2017: Taekwondo oder auch Affen fallen mal vom Baum, von Elodie Pascal, Regie: Elisabeth Putz, NDR/RBB
- 2017: Das Geräusch einer Schnecke beim Essen, von Elizabeth Tova Bailey, Bearbeitung und Regie: Elisabeth Weilenmann, SRF
- 2018: Wir kommen, von Ronja von Rönne, Bearbeitung und Regie: Elisabeth Weilenmann, NDR
- 2019: Ein ganzes Leben, von Robert Seethaler, Bearbeitung und Regie: Elisabeth Weilenmann, SRF/ORF
- 2019: Skateboarding, von Elisabeth Weilenmann, Regie: Elisabeth Weilenmann, NDR/RBB
- 2020: Brief an die Mutter, von Georges Simenon, Bearbeitung und Regie: Elisabeth Weilenmann, NDR
- 2020: Koslik ist krank, von Julia Rothenburg, Bearbeitung und Regie: Elisabeth Weilenmann, NDR
- 2020: Rattatatam mein Herz, von Franziska Seyboldt, Bearbeitung und Regie: Elisabeth Weilenmann, BR
- 2020: Vom Land, von Dominik Barta, Bearbeitung und Regie: Elisabeth Weilenmann, ORF
- 2021: Scham, von Inés Bayard, Bearbeitung und Regie: Elisabeth Weilenmann, NDR
- 2022: Vom Grashalm im Sturm, von Elisabeth Weilenmann, Regie: Elisabeth Weilenmann, ORF
- 2022: Fe_Male Brain, das Gehirn und sein Geschlecht, von Elisabeth Weilenmann, Regie: Elisabeth Weilenmann, DLF
- 2022: Nehmt ihr uns eine, antworten wir alle, Femzide in Österreich, von Janina Böck-Korroschitz und Elisabeth Weilenmann, Regie: Elisabeth Weilenmann, NDR/SWR/ORF
- 2023: Nur eine Ohrfeige, achtteilige Hörspielserie nach dem Roman von Christos Tsiolkas, Bearbeitung und Regie: Elisabeth Weilenmann

- 2023: Lisa-Maria Kellermayr - Anatomie einer Entfesselung von Elisabeth Weilenmann, Regie: Elisabeth Weilenmann, SWR / Deutschlandfunk Kultur / NDR[10]
- 2024: Libidodialoge, eine dreiteilige ´Hörspielserie (Leck mich! Fuck you! Hals über Kopf!) von Elisabeth Weilenmann, Regie: Elisabeth Weilenmann, HR/ORF
- 2024: Die Bagage von Monika Helfer, Bearbeitung und Regie: Elisabeth Weilenmann HR/ORF/SRF
- 2024: Vati von Monika Helfer, Bearbeitung und Regie: Elisabeth Weilenmann HR/ORF/SRF
- 2024: Löwenherz von Monika Helfer, Bearbeitung und Regie: Elisabeth Weilenmann HR/ORF/SRF
- 2024: Das Fass der Pandora : Kinder und soziale Medien, Feature[11] von Elisabeth Weilenmann NDR